# Euphorbia biconvexa
Euphorbia biconvexa là một loài thực vật có hoa trong họ Đại kích. Loài này được Domin mô tả khoa học đầu tiên năm 1927.